# Gornji Lipovac (Brus)
Pour les articles homonymes, voir Gornji Lipovac.
Gornji Lipovac (en serbe cyrillique : Горњи Липовац) est un village de Serbie situé dans la municipalité de Brus, district de Rasina. Au recensement de 2011, il comptait 59 habitants.

## Démographie
| 1948 | 1953 | 1961 | 1971 | 1981 | 1991 | 2002 | 2011 |
| ---- | ---- | ---- | ---- | ---- | ---- | ---- | ---- |
| 330  | 321  | 288  | 220  | 171  | 127  | 90   | 59   |

|  |